# Riche, jeune et jolie
Pour plus de détails, voir Fiche technique et Distribution.

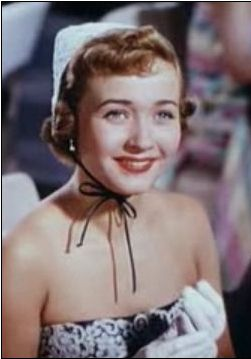
Jane Powell

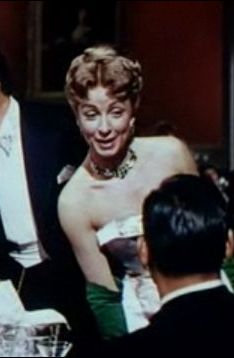
Danielle Darrieux

Riche, jeune et jolie (Rich, Young and Pretty) est un film musical américain réalisé par Norman Taurog, sorti en 1951.

## Synopsis
Pendant un voyage à Paris avec son père, riche éleveur de bétail texan, la jeune Elizabeth s'éprend de André Milan, fils du diplomate Jacques Milan. Elle apprend aussi que sa mère, qu'elle croyait morte est bel et bien vivante.

## Fiche technique
- Titre original : Rich, Young and Pretty
- Titre français : Riche, jeune et jolie
- Réalisation : Norman Taurog
- Scénario : Sidney Sheldon et Dorothy Cooper d'après un récit de Dorothy Cooper
- Direction artistique : Cedric Gibbons et Arthur Lonergan
- Décors : Cedric Gibbons
- Costumes : Helen Rose
- Photographie : Robert Planck
- Montage : Gene Ruggiero
- Musique : David Rose
- Chorégraphie : Nick Castle
- Production : Joe Pasternak
- Société de production et de distribution : MGM
- Pays d'origine : États-Unis
- Genre : film musical et comédie romantique
- Format : Couleur (Technicolor) - 35 mm - 1,37:1 - Son : Mono (Western Electric Sound System)
- Durée :  95 minutes
- Dates de sortie :
  - États-Unis : 9 juillet 1951
  - France : 10 décembre 1952

## Distribution
- Jane Powell : Elizabeth Rogers
- Danielle Darrieux : Marie Devarone
- Wendell Corey : Jim Stauton Rogers
- Vic Damone : Andre Milan
- Fernando Lamas : Paul Sarnac
- Marcel Dalio : Claude Duval
- Una Merkel : Glynnie
- Richard Anderson : Bob Lennart
- Jean Murat : Henri Milan
- Duci De Kerekjarto : Chef bohémien
- Hans Conried : Jean
- George Tatar : Danseur
- Katrin Tatar : Danseur
- Monique Chantal : La bonne
- Jean Del Val : Maître d'hôtel
- Don Haggerty : Tom, légionnaire
- Ann Codee : Mme Milan
- George Davis : Pierre, serveur

## Récompenses
Le film a été nommé durant la 24e édition des Oscars, en 1952, dans la catégorie "Meilleure chanson".